# 玉女寶螺
玉女寶螺（学名：Cypraea hungerfordi）为寶螺科寶螺屬下的一个种。